# قرار مجلس الأمن التابع للأمم المتحدة رقم 1096
قرار مجلس الأمن التابع للأمم المتحدة رقم 1096، المتخذ بالإجماع في 30 كانون الثاني / يناير 1997، بعد إعادة التأكيد على جميع القرارات المتعلقة بجورجيا، ولا سيما القرار 1065 (1996)، تناول المجلس الوضع الحالي بتمديد ولاية بعثة مراقبي الأمم المتحدة في جورجيا حتى 31 تموز / يوليه 1997.
ولا يزال مجلس الأمن يشعر بالقلق من أن جورجيا وأبخازيا لم تحلا النزاع، ولا سيما بسبب الموقف الذي اتخذه الجانب الأبخازي. مع ملاحظة افتتاح مكتب حقوق الإنسان في أبخازيا، أنشئ بموجب القرار 1077 (1996)، تم حث احترام حقوق الإنسان. انتهك الجانبان اتفاقية وقف إطلاق النار وفصل القوات الموقعة في موسكو في عام 1994، وكانت هناك مجموعات مسلحة تعمل جنوب نهر إنغوري وخارج سيطرة حكومة جورجيا. وفي غضون ذلك، استمرت الحالة في منطقة غالي في التدهور. وتم توسيع قوة حفظ السلام التابعة لرابطة الدول المستقلة، التي تعمل أيضاً في البلاد، ومددت ولايتها حتى 31 يناير 1997.
وصل الوضع في جورجيا إلى طريق مسدود ولم يكن هناك تسوية شاملة للنزاع، بينما تم التأكيد على عدم مقبولية الموقف الأبخازي والانتخابات البرلمانية لعام 1996. وفي هذا الصدد، تم الترحيب باعتزام الأمين العام كوفي عنان تعزيز دور الأمم المتحدة في عملية السلام. ودعا كلا الطرفين إلى إحراز تقدم في المفاوضات ورحب مجلس الأمن باستئناف المحادثات الرفيعة المستوى بين الجانبين.
ثم تناول القرار الوضع الذي يؤثر على اللاجئين العائدين إلى أبخازيا. وأدينت العوائق المستمرة لهذه العملية ومحاولات ربطها بالوضع السياسي لأبخازيا إلى جانب التغييرات الديموغرافية الناتجة عن الصراع، وأعيد التأكيد على حق جميع اللاجئين والمشردين في العودة. وعلاوة على ذلك، أدان مجلس الأمن جميع أشكال العنف العرقي وزرع الألغام الأرضية، وطلب من الطرفين ضمان سلامة وحرية حركة البعثة وقوات حفظ السلام التابعة لرابطة الدول المستقلة والمنظمات الإنسانية الدولية.
أخيرًا، طُلب من الأمين العام تقديم تقرير إلى المجلس بعد ثلاثة أشهر من اعتماد القرار 1096 بشأن الوضع في أبخازيا وعمليات بعثة مراقبي الأمم المتحدة في جورجيا، بما في ذلك مراجعة مستقبلها.

## روابط خارجية
- نص القرار في undocs.org